# Kellie Martin
Kellie Noelle Martin, född 16 oktober 1975 i Riverside, Kalifornien, är en amerikansk skådespelare och röstskådespelare. Hennes första uppträdande var i TV-serien Father Murphy som varade från 1981 till 1983.